# Gratin dauphinois

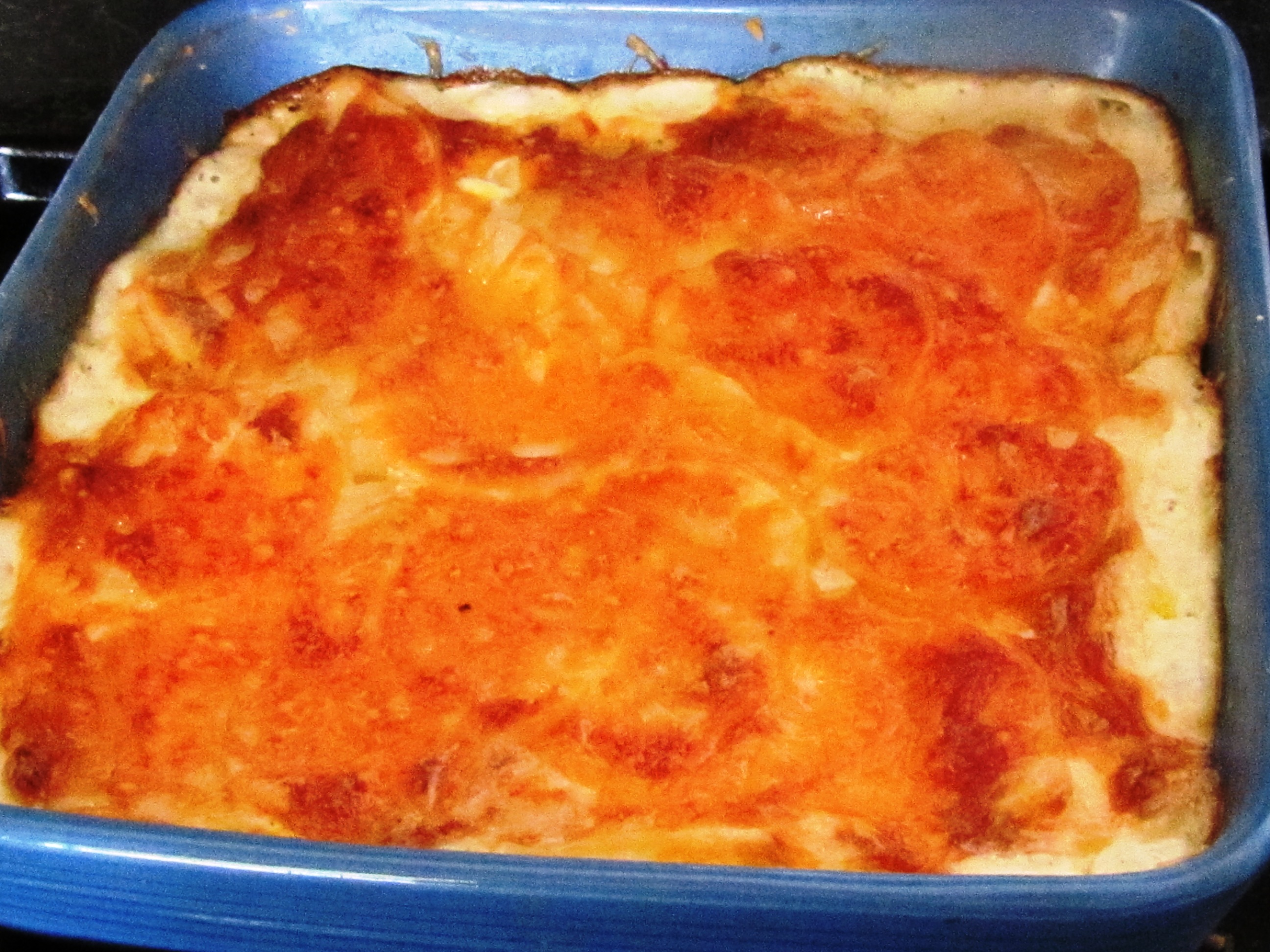
Een gegratineerde Gratin dauphinois

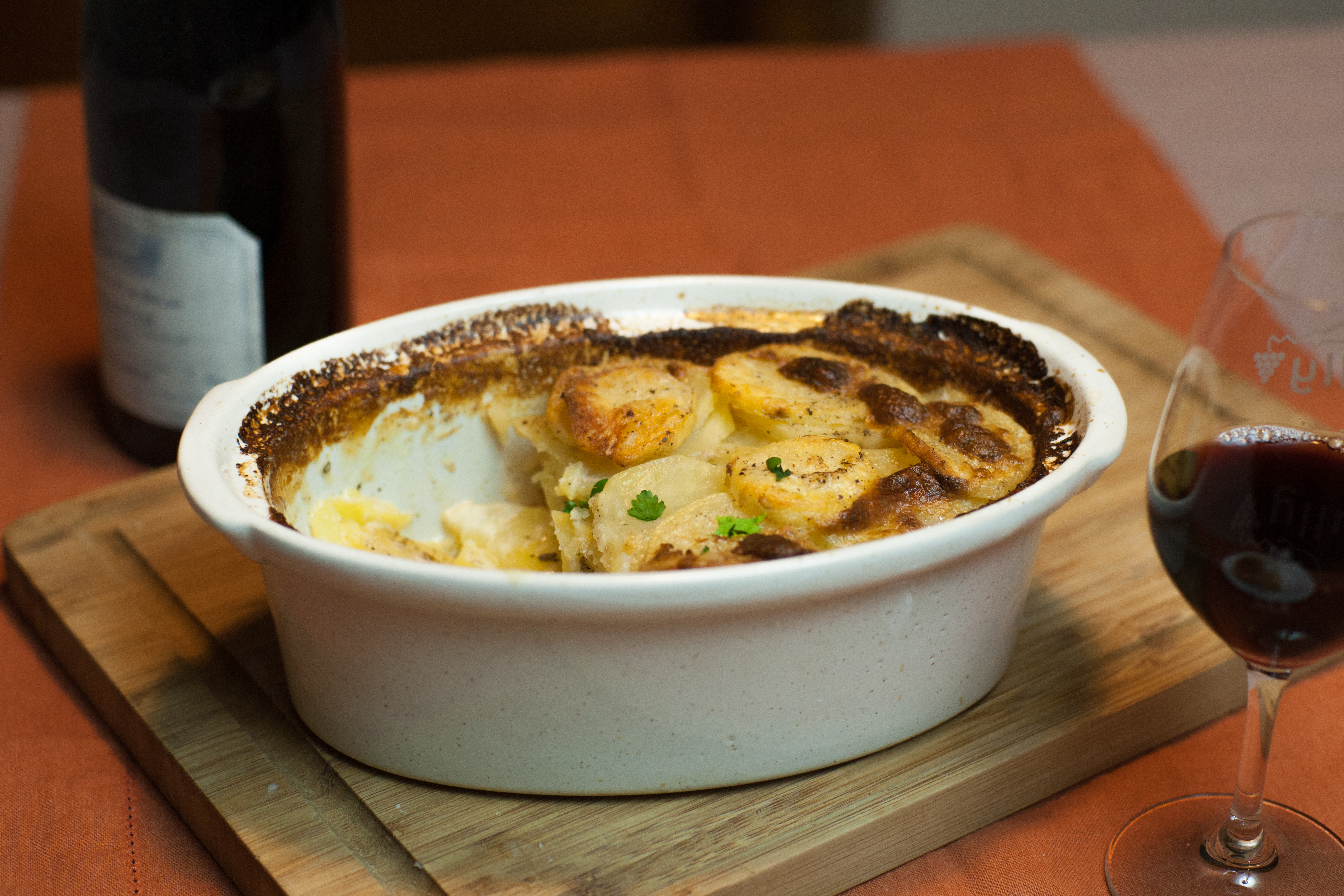
Basisversie van de gratin dauphinois

Gratin dauphinois is een ovenschotel uit de traditionele regionale Franse keuken op basis van aardappelen en crème fraîche. De oorsprong van het gerecht is de historische regio van de Dauphiné die ook in de naam vermeld wordt.
De eerste keer dat het gerecht vermeld wordt is in de beschrijving van een feestmaal dat Charles-Henri, graaf van Clermont-Tonnerre en luitenant-generaal van de Dauphiné, aanbiedt aan de notabelen van de stad Gap op 12 juli 1788. Het aardappelgerecht werd toen geserveerd bij gebraden ortolanen.
Gratin dauphinois wordt bereid door dun gesneden ongekookte geschilde aardappelschijfjes en room in een geboterde schaal ingewreven met knoflook langzaam tot koken te brengen in een oven. Er zijn veel variaties van het gerecht en ook de afwerking verschilt. Veelal wordt gemalen kaas boven op de schotel nog tot smelten gebracht, om zo een gegratineerd gerecht te maken, maar dit maakt geen deel uit van het basisgerecht, en behoort eerder tot de receptuur van de verwante gratin savoyard.